# Brauerei Meusel
Die Brauerei Meusel ist eine Brauerei in Dreuschendorf, das zur oberfränkischen Gemeinde Buttenheim gehört. Mit einem Ausstoß von 10.000 Hektolitern pro Jahr gehört die Brauerei zu den größeren im Landkreis Bamberg.

## Geschichte
Die Brauerei wurde 1579 gegründet und befindet sich seit 1929 im Besitz der Familie Meusel. Die Getränke werden nur im Heimservice verkauft.

## Sortiment
Dauerhaft im Sortiment sind folgende Biere vertreten: Kellerbier, Pilsener, Märzenbier, „Büchla“ (ein Rauchbier), dunkles Doppelbockbier, „Kupferstich“ (ein Rotbier), „Festbier“, Leichtbier, Diätbier, Malzbier und alkoholfreies Bier. Neben diesen ganzjährig gebrauten Sorten gibt es etwa 30 verschiedene Saisonbiere, die alle zwei Wochen immer abwechselnd angeboten werden. Weiterhin werden etwa 45 Limonaden und Säfte hergestellt.